# Lifetime Achievement
Lifetime Achievement är ett hederspris från Riksförbundet Svensk Jazz för livslång insats inom jazzmusiken. Priset har utdelats varje år sedan 2002 för att ära någon av jazzens stora personligheter med en hedersutmärkelse. Det kan även gå till internationella musiker. Priset bestod 2024 av ett specialtryck av konstnären Jenny Svenberg Bunnel.

## Mottagare av Lifetime Achievement[2]
| 2002 Svend Asmussen     |
| 2003 Toots Thielemans   |
| 2004 Rune Gustavsson    |
| 2005 Johnny Mekoa       |
| 2006 George Russell     |
| 2007 Bengt-Arne Wallin  |
| 2008 Jan Allan          |
| 2009 Bernt Rosengren    |
| 2010 Georg Riedel       |
| 2011 Bengt Hallberg     |
| 2012 Alice Babs         |
| 2013 Monica Dominique   |
| 2014 Bosse Broberg      |
| 2015 Erik Norström      |
| 2016 Nannie Porres      |
| 2017 Svante Thuresson   |
| 2018 Lars Lystedt       |
| 2018 Gilbert Holmström  |
| 2020 Karin Krog         |
| 2021 Birgit Lindberg    |
| 2022 Ronnie Gardiner    |
| 2023 Palle Danielsson   |
| 2024 Merit Hemmingson   |
| 2025 Elise Einarsdotter |